# Folgefonntunnelen
60°6′48″N 6°25′58″Ø / 60.11333°N 6.43278°Ø
Folgefonntunnelen er 11.137 meter lang og er Norges tredjelængste vejtunnel. Den går gennem fjeldet under Folgefonna og forbinder Eitrheim i Odda kommune med Mauranger i Kvinnherad kommune i Vestland fylke i Norge, og er en del af riksvei 551. Den har en gennemsnitlig trafik (Ådt) på 787 (2012)
Planlægningen af tunnelen startede i 1970'erne. Folgefonntunnelen AS blev stiftet 25. juni 1987 og startede arbejdet med at få  kommuner og staten med til at gennemføre projektet. Bygningen af tunnelen startede i juni 1998 og arbejdet tog tre år. Tunnelen blev åbnet 15. juni 2001. En rejse som tidligere tog fire timer, kan nu gennemføres på ti minutter. 
Tunnelprojektet er bompengefinansieret og det koster 72 kroner for en lille bil. Betalingen sker automatisk ved hjælp af Autopas ( den norske version af BroBizz). 